# Giulio Prinetti

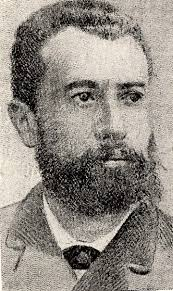

Giulio Nicolò Prinetti Castelletti, född 6 juni 1851 i Milano, död 9 juni 1908 i Rom, var en italiensk markis och politiker. 
Prinetti ägnade sig efter ingenjörsstudier åt industriell verksamhet i sin hemstad och förvärvade en betydande förmögenhet. År 1882 invaldes han i deputeradekammaren, blev där en av högerns ledare och var mars 1896 till december 1897 minister för offentliga arbeten i Antonio di Rudinìs ministär. Han övertog i februari 1901 utrikesportföljen i ministären Giuseppe Zanardelli och deltog 1902 i förnyandet av trippelalliansen trots att han personligen var allt annat än vänligt sinnad mot Tyskland och Österrike-Ungern. I januari 1903 drabbades han av ett slaganfall och tvingades till följd därav i april samma år nedlägga sitt ämbete. Han var en ivrig patriot och sökte som utrikesminister särskilt att främja Italiens intresse i Tripolitanien och Albanien.